# أورادور سور غلان
أورادور سور غلان هي مدينة فرنسية وتقع في منطقة ليموزان وسط غرب فرنسا ويطلق عليها اسم البلدة الشهيدة وهي من القري التي عانت من ويلات الاحتلال النازي.
في شهر حزيران\ يونيو من عام 1944 تم احتلالها من قبل جنود ألمانيا النازية، وقاومت المدينة هذا الاحتلال ولكن اجتاحت القوات الألمانية المدينة وقامت بالمجزرة الشهيرة وقتلت كل من فيها حيث بلغ عددهم 642 شخصا من بينهم 207 طفلا

## معرض صور

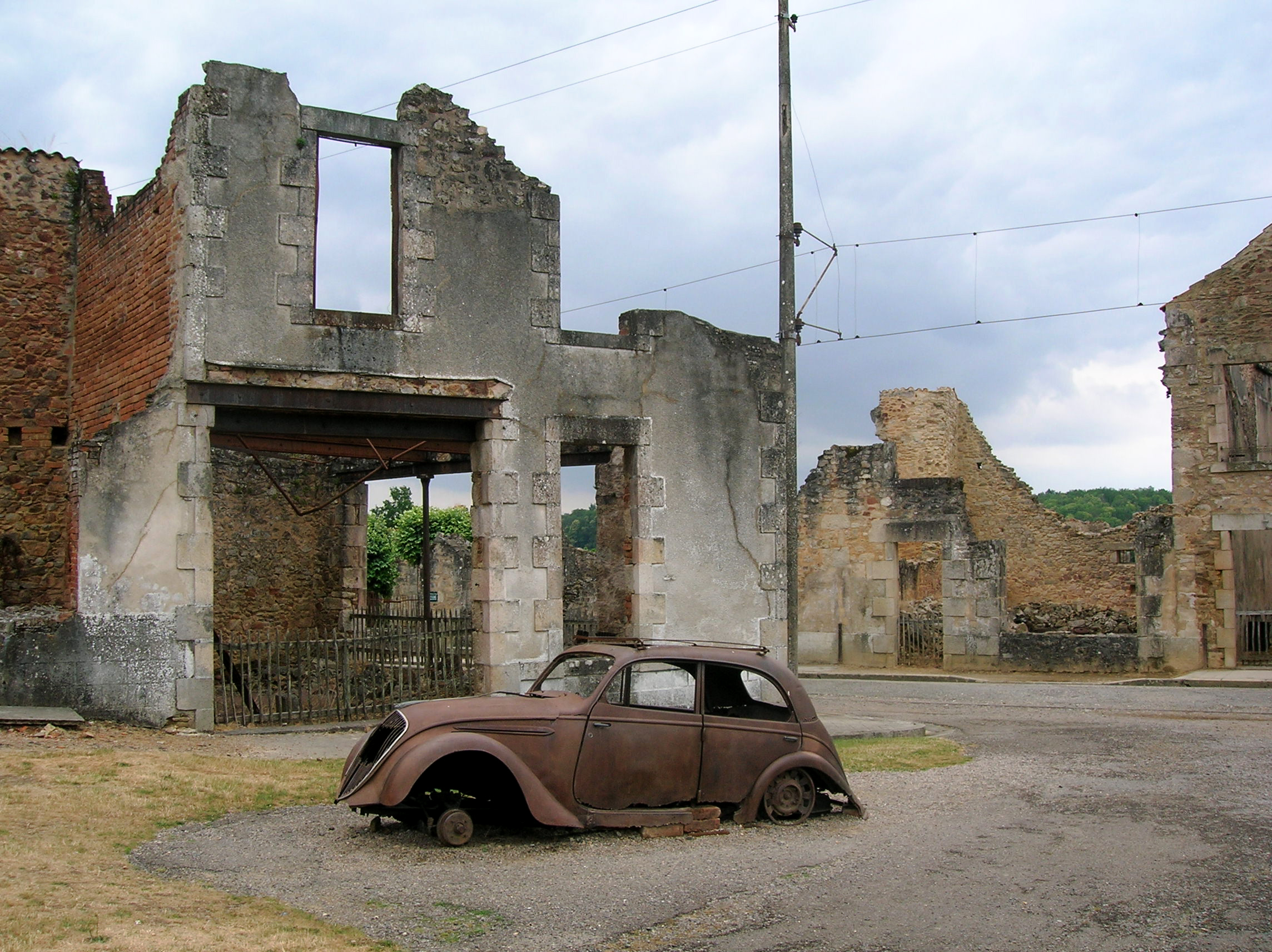
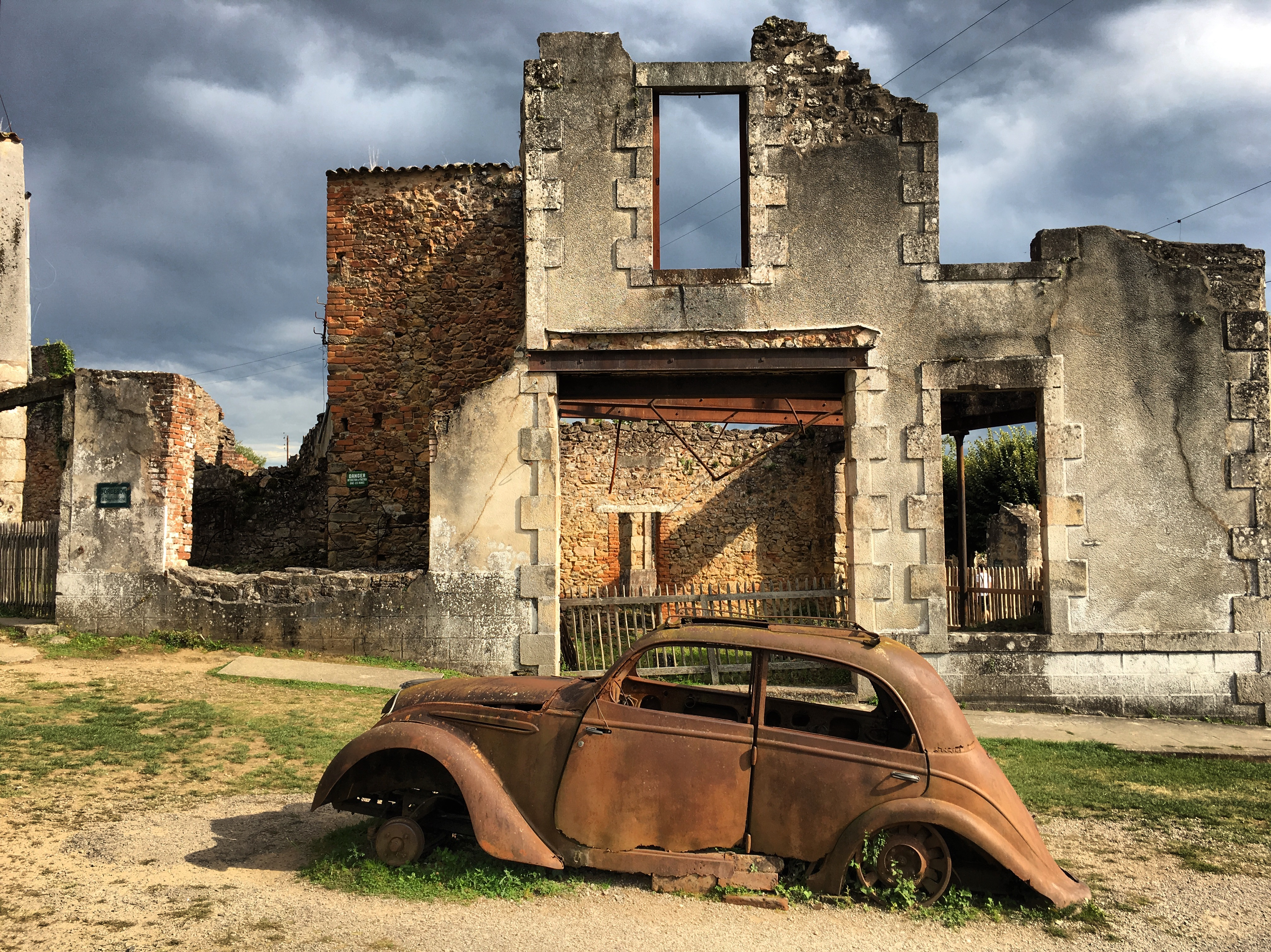

## أعلام
- أندريه إيمار